# 御茶水女子大學附屬高等學校
御茶水女子大學附屬高等學校（おちゃのみずじょしだいがくふぞくこうとうがっこう，Ochanomizu University Senior High School）是御茶水女子大學的附屬學校，通稱「御茶高」（お茶高）。御茶水女子大學附屬高等學校是日本文部科學省指定Super Global High School之一，也是全國不分公私立最難入學的學校之一，也是日本全國女校中最難入學的學校。

## 概要
1882年，本校的前身东京女子高等师范学校附屬高等女學校開校，是明治時期第一間設立的高等女學校。御茶水女子大學附屬學校包含幼稚園、小學校、中學校、高校，不僅提供內部升學管道，也接受外部學生申請入學。高校自2006年度起開始進行大學特別升學課程，提供10人左右的連攜入學方式。各學年約120名，分為蘭、菊、梅3班。在校生、畢業生、教師也常依照蘭、菊、梅簡稱為R、K、U。此外，道路對面為筑波大學附屬中學校、高等學校。

## 交通
- 地下鐵有樂町線護國寺站步行13分，地下鐵丸之內線茗荷谷站步行6分。
- 都營巴士 大塚二丁目 下車步行約1分（都02系統 大塚站～錦糸町站，都02乙系統 池袋站東口～東京巨蛋城），都營巴士 大塚三丁目 下車步行約5分（上58系統 早稻田～上野松坂屋）

## 沿革
- 1882年（明治15年）7月－东京女子高等师范学校附屬高等女學校開校。
- 1948年（昭和23年）4月－改為东京女子高等师范学校附屬高等學校。
- 1952年（昭和27年）5月－改為御茶水女子大學附屬高等學校。

## 年間活動
- 4月 入學式，新生說明會（新入生オリエンテーション），3年修學旅行，自治會選舉，新入生歡迎會，保護者會
- 5月 1、2年學年合宿，3年學力考査，1年農場實習，輝鏡祭（體育祭）
- 6月 自治會總會，3年學力考査，授業參觀，期末考査，第1期教育實習
- 7月 2年農場實習，保護者會
- 8月 部活動合宿，3年三者面談
- 9月 第2期教育實習，3年學力考査，輝鏡祭（文化祭）
- 10月 自治會選舉，中間考査，輝鏡祭（舞蹈比賽），3年學力考査
- 11月 1年農場實習，創立紀念日（11月29日）
- 12月 期末試驗，中學生向理數體驗授業
- 1月 中心試驗（センター試験），1、2年學力考査，授業參觀，保護者會，3年授業終了
- 2月 入學試驗，國立大學2次試驗
- 3月 期末考査，1年農場實習，麻糬（餅つき）大會，卒業生歡送會，卒業式，部活動合宿

## 社團活動

### 運動部
- 軟式網球部
- 硬式網球部
- 籃球部
- 漂鳥（ワンダーフォーゲル）部
- 排球部
- 羽毛球部
- 中國武術部
- 舞蹈部

### 文化部
- 新聞部
- 大自然科學部
- 箏曲部
- 茶道部
- 華道部
- 吹奏樂部
- 合唱部
- 光畫部
- 時裝設計（ファッションデザイン）部
- 音樂愛好會（MAC）
- 漫畫研究會

## 相關學校
- 東京女子高等師範學校
- 御茶水女子大學
  - 御茶水女子大學附屬幼稚園－1876年（明治9年）設立，日本第一間幼稚園。
  - 御茶水女子大學附屬小學校－1877年（明治10年）創立。為男女合校。
  - 御茶水女子大學附屬中學校－戰後從東京女子高等師範學校附屬高等女學校分離出的新制中學校。為男女合校。

## 外部連結
- 御茶水女子大學附屬高等學校 （页面存档备份，存于）